# BAFTA de melhor banda sonora
O BAFTA de melhor Banda Sonora ou Trilha Sonora (no original em inglês BAFTA Award for Best Film Music; também designado por Anthony Asquith Award for Film Music) é um dos prémios atribuídos ao compositor da melhor banda sonora original em cinema pela British Academy of Film and Television Arts na cerimónia anual de premiação da British Academy Film Awards.
Com 7 vitórias entre 16 nomeações, o compositor John Williams é o que tem mais nomeações e prémios nesta categoria. Ennio Morricone é o único compositor a ganhar o prémio em dois anos consecutivos; por A Missão em 1986 e Os Intocáveis em 1987. Morricone tem também a particularidade de ter vencido 6 vezes nas mesmas 6 em que foi nomeado. Em 2019, Lady Gaga se tornou a primeira mulher a vencer este prêmio por A Star Is Born.

## Vencedores e indicados

### Década de 1960
Anthony Asquith Award for Original Film Music
| Ano  | Filme                            | Vencedor(es)           |
| ---- | -------------------------------- | ---------------------- |
| 1969 | The Lion in Winter               | John Barry             |
| 1969 | The Charge of the Light Brigade  | John Addison           |
| 1969 | Vivre pour vivre (Live For Life) | Francis Lai            |
| 1969 | Romeo and Juliet                 | Nino Rota              |
| 1970 | Z                                | Míkis Theodorákis      |
| 1970 | Secret Ceremony                  | Richard Rodney Bennett |
| 1970 | The Thomas Crown Affair          | Michel Legrand         |
| 1970 | Women in Love                    | Georges Delerue        |

### Década de 1970
| Ano  | Filme                              | Vencedor(es) |
| ---- | ---------------------------------- | --- |
| 1971 | Butch Cassidy and the Sundance Kid | Burt Bacharach |
| 1971 | Alice's Restaurant                 | Arlo Guthrie |
| 1971 | Figures in a Landscape             | Richard Rodney Bennett |
| 1971 | The Railway Children               | Johnny Douglas |
| 1972 | Summer of '42                      | Michel Legrand |
| 1972 | Little Big Man                     | John Hammond |
| 1972 | Shaft                              | Isaac Hayes |
| 1972 | Trafic                             | Charles Dumont |
| 1973 | The Godfather                      | Nino Rota |
| 1973 | Lady Caroline Lamb                 | Richard Rodney Bennett |
| 1973 | The Tragedy of Macbeth             | The Third Ear Band |
| 1973 | Young Winston                      | Alfred Ralston |
| 1974 | O Lucky Man!                       | Alan Price |
| 1974 | Pat Garrett and Billy the Kid      | Bob Dylan |
| 1974 | Sounder                            | Taj Mahal |
| 1974 | État de siège (State of Siege)     | Míkis Theodorákis |
| 1975 | Murder on the Orient Express       | Richard Rodney Bennett |
| 1975 | Chinatown                          | Jerry Goldsmith |
| 1975 | La bonne année (Happy New Year)    | Francis Lai |
| 1975 | Serpico                            | Míkis Theodorákis |
| 1975 | The Three Musketeers               | Michel Legrand |
| 1976 | Jaws e The Towering Inferno        | John Williams |
| 1976 | The Godfather Part II              | Nino Rota |
| 1976 | The Taking of Pelham One Two Three | David Shire |
| 1976 | The Wind and the Lion              | Jerry Goldsmith |
| 1977 | Taxi Driver                        | Bernard Herrmann |
| 1977 | Bugsy Malone                       | Paul Williams |
| 1977 | One Flew Over the Cuckoo's Nest    | Jack Nitzsche |
| 1977 | The Slipper and the Rose           | Richard M. Sherman e Robert B. Sherman                                                                                                 |
| 1978 | A Bridge Too Far                   | John Addison |
| 1978 | Equus                              | Richard Rodney Bennett |
| 1978 | The Spy Who Loved Me               | Marvin Hamlisch |
| 1978 | A Star Is Born                     | Paul Williams, Barbra Streisand, Kenny Ascher, Rupert Holmes, Leon Russell, Kenny Loggins, Alan Bergman, Marilyn Bergman e Donna Weiss |
| 1979 | Star Wars                          | John Williams |
| 1979 | Close Encounters of the Third Kind | John Williams |
| 1979 | Julia                              | Georges Delerue |
| 1979 | Saturday Night Fever               | Barry Gibb, Maurice Gibb e Robin Gibb                                                                                                  |
| 1980 | Days of Heaven                     | Ennio Morricone |
| 1980 | Alien                              | Jerry Goldsmith |
| 1980 | Apocalypse Now                     | Carmine Coppola e Francis Ford Coppola                                                                                                 |
| 1980 | Yanks                              | Richard Rodney Bennett |

### Década de 1980
Best Original Film Music
| Ano  | Filme                         | Vencedor(es)                                                                 |
| ---- | ----------------------------- | ---------------------------------------------------------------------------- |
| 1981 | The Empire Strikes Back       | John Williams                                                                |
| 1981 | Breaking Glass                | Hazel O'Connor                                                               |
| 1981 | Fame                          | Michael Gore                                                                 |
| 1981 | Flash Gordon                  | John Deacon, Brian May, Freddie Mercury, Roger Meddows Taylor e Howard Blake |
| 1982 | The French Lieutenant's Woman | Carl Davis                                                                   |
| 1982 | Chariots of Fire              | Vangelis                                                                     |
| 1982 | Raiders of the Lost Ark       | John Williams                                                                |
| 1982 | Arthur                        | Burt Bacharach                                                               |

Best Score for a Film
| Ano  | Filme                         | Vencedor(es)                            |
| ---- | ----------------------------- | --------------------------------------- |
| 1983 | E.T. the Extra-Terrestrial    | John Williams                           |
| 1983 | Gandhi                        | George Fenton e Ravi Shankar            |
| 1983 | Blade Runner                  | Vangelis                                |
| 1983 | Missing                       | Vangelis                                |
| 1984 | Merry Christmas, Mr. Lawrence | Ryuichi Sakamoto                        |
| 1984 | Flashdance                    | Giorgio Moroder                         |
| 1984 | Local Hero                    | Mark Knopfler                           |
| 1984 | An Officer and a Gentleman    | Jack Nitzsche                           |
| 1985 | Once Upon a Time in America   | Ennio Morricone                         |
| 1985 | Carmen                        | Paco de Lucía                           |
| 1985 | The Killing Fields            | Mike Oldfield                           |
| 1985 | Paris, Texas                  | Ry Cooder                               |
| 1986 | Witness                       | Maurice Jarre                           |
| 1986 | Beverly Hills Cop             | Harold Faltermeyer                      |
| 1986 | The Emerald Forest            | Brian Gascoigne e Junior Homrich        |
| 1986 | A Passage to India            | Maurice Jarre                           |
| 1987 | The Mission                   | Ennio Morricone                         |
| 1987 | Out of Africa                 | John Barry                              |
| 1987 | A Room with a View            | Richard Robbins                         |
| 1987 | Round Midnight                | Herbie Hancock                          |
| 1988 | The Untouchables              | Ennio Morricone                         |
| 1988 | Cry Freedom                   | George Fenton e Jonas Gwangwa           |
| 1988 | Hope and Glory                | Peter Martin                            |
| 1988 | Wish You Were Here            | Stanley Myers                           |
| 1989 | Empire of the Sun             | John Williams                           |
| 1989 | Bird                          | Lennie Niehaus                          |
| 1989 | The Last Emperor              | Ryuichi Sakamoto, David Byrne e Cong Su |
| 1989 | Moonstruck                    | Dick Hyman                              |

Best Original Film Score
| Ano  | Filme               | Vencedor(es)  |
| ---- | ------------------- | ------------- |
| 1990 | Dead Poets Society  | Maurice Jarre |
| 1990 | Dangerous Liaisons  | George Fenton |
| 1990 | Mississippi Burning | Trevor Jones  |
| 1990 | Working Girl        | Carly Simon   |

### Década de 1990
| Ano  | Filme                    | Vencedor(es)                       |
| ---- | ------------------------ | ---------------------------------- |
| 1991 | Nuovo Cinema Paradiso    | Andrea Morricone e Ennio Morricone |
| 1991 | The Fabulous Baker Boys  | Dave Grusin                        |
| 1991 | Memphis Belle            | George Fenton                      |
| 1991 | Postcards from the Edge  | Carly Simon                        |
| 1992 | Cyrano de Bergerac       | Jean-Claude Petit                  |
| 1992 | Dances with Wolves       | John Barry                         |
| 1992 | The Silence of the Lambs | Howard Shore                       |
| 1992 | Thelma & Louise          | Hans Zimmer                        |
| 1993 | Strictly Ballroom        | David Hirschfelder                 |
| 1993 | Beauty and the Beast     | Howard Ashman e Alan Menken        |
| 1993 | Hear My Song             | John Altman                        |
| 1993 | The Last of the Mohicans | Randy Edelman e Trevor Jones       |
| 1994 | Schindler's List         | John Williams                      |
| 1994 | Aladdin                  | Alan Menken                        |
| 1994 | The Piano                | Michael Nyman                      |
| 1994 | Sleepless in Seattle     | Marc Shaiman                       |

Anthony Asquith Award for Film Music
| Ano  | Filme                                            | Vencedor(es)                                     |
| ---- | ------------------------------------------------ | ------------------------------------------------ |
| 1995 | Backbeat                                         | Don Was                                          |
| 1995 | The Adventures of Priscilla, Queen of the Desert | Guy Gross                                        |
| 1995 | Four Weddings and a Funeral                      | Richard Rodney Bennett                           |
| 1995 | The Lion King                                    | Hans Zimmer                                      |
| 1996 | Il postino (The Postman)                         | Luis Bacalov                                     |
| 1996 | Braveheart                                       | James Horner                                     |
| 1996 | The Madness of King George                       | George Fenton                                    |
| 1996 | Sense and Sensibility                            | Patrick Doyle                                    |
| 1997 | The English Patient                              | Gabriel Yared                                    |
| 1997 | Brassed Off                                      | Trevor Jones                                     |
| 1997 | Evita                                            | Tim Rice e Andrew Lloyd Webber                   |
| 1997 | Shine                                            | David Hirschfelder                               |
| 1998 | Romeo + Juliet                                   | Nellee Hooper, Craig Armstrong e Marius de Vries |
| 1998 | The Full Monty                                   | Anne Dudley                                      |
| 1998 | L.A. Confidential                                | Jerry Goldsmith                                  |
| 1998 | Titanic                                          | James Horner                                     |
| 1999 | Elizabeth                                        | David Hirschfelder                               |
| 1999 | Hilary and Jackie                                | Barrington Pheloung                              |
| 1999 | Saving Private Ryan                              | John Williams                                    |
| 1999 | Shakespeare in Love                              | Stephen Warbeck                                  |
| 2000 | American Beauty                                  | Thomas Newman                                    |
| 2000 | Buena Vista Social Club                          | Ry Cooder e Nick Gold                            |
| 2000 | The End of the Affair                            | Michael Nyman                                    |
| 2000 | The Talented Mr. Ripley                          | Gabriel Yared                                    |

### Década de 2000
| Ano  | Filme                                             | Vencedor(es)                              |
| ---- | ------------------------------------------------- | ----------------------------------------- |
| 2001 | Wo hu cang long (Crouching Tiger, Hidden Dragon)  | Tan Dun                                   |
| 2001 | Almost Famous                                     | Nancy Wilson                              |
| 2001 | Billy Elliot                                      | Stephen Warbeck                           |
| 2001 | Gladiator                                         | Lisa Gerrard e Hans Zimmer                |
| 2001 | O Brother, Where Art Thou?                        | T Bone Burnett e Carter Burwell           |
| 2002 | Moulin Rouge!                                     | Craig Armstrong e Marius de Vries         |
| 2002 | Le fabuleux destin d'Amélie Poulain               | Yann Tiersen                              |
| 2002 | The Lord of the Rings: The Fellowship of the Ring | Howard Shore                              |
| 2002 | Mulholland Drive                                  | Angelo Badalamenti                        |
| 2002 | Shrek                                             | Harry Gregson-Williams e John Powell      |
| 2003 | The Hours                                         | Philip Glass                              |
| 2003 | Catch Me If You Can                               | John Williams                             |
| 2003 | Chicago                                           | Danny Elfman, John Kander e Fred Ebb      |
| 2003 | Gangs of New York                                 | Howard Shore, Robbie Robertson e The Edge |
| 2003 | The Pianist                                       | Wojciech Kilar                            |
| 2004 | Cold Mountain                                     | T-Bone Burnett e Gabriel Yared            |
| 2004 | Girl with a Pearl Earring                         | Alexandre Desplat                         |
| 2004 | Kill Bill (Volume 1)                              | RZA                                       |
| 2004 | The Lord of the Rings: The Return of the King     | Howard Shore                              |
| 2004 | Lost in Translation                               | Brian Reitzell e Kevin Shields            |
| 2005 | Diários de Motocicleta (The Motorcycle Diaries)   | Gustavo Santaolalla                       |
| 2005 | The Aviator                                       | Howard Shore                              |
| 2005 | Les choristes (The Chorus)                        | Bruno Coulais                             |
| 2005 | Finding Neverland                                 | Jan A. P. Kaczmarek                       |
| 2005 | Ray                                               | Craig Armstrong                           |
| 2006 | Memoirs of a Geisha                               | John Williams                             |
| 2006 | Brokeback Mountain                                | Gustavo Santaolalla                       |
| 2006 | The Constant Gardener                             | Alberto Iglesias                          |
| 2006 | Mrs. Henderson Presents                           | George Fenton                             |
| 2006 | Walk the Line                                     | T-Bone Burnett                            |
| 2007 | Babel                                             | Gustavo Santaolalla                       |
| 2007 | Casino Royale                                     | David Arnold                              |
| 2007 | Dreamgirls                                        | Henry Krieger                             |
| 2007 | Happy Feet                                        | John Powell                               |
| 2007 | The Queen                                         | Alexandre Desplat                         |

Best Music
| Ano  | Filme                               | Vencedor(es)                      |
| ---- | ----------------------------------- | --------------------------------- |
| 2008 | La môme (La Vie en Rose)            | Christopher Gunning               |
| 2008 | American Gangster                   | Marc Streitenfeld                 |
| 2008 | Atonement                           | Dario Marianelli                  |
| 2008 | The Kite Runner                     | Alberto Iglesias                  |
| 2008 | There Will Be Blood                 | Jonny Greenwood                   |
| 2009 | Slumdog Millionaire                 | A. R. Rahman                      |
| 2009 | The Curious Case of Benjamin Button | Alexandre Desplat                 |
| 2009 | The Dark Knight                     | James Newton Howard e Hans Zimmer |
| 2009 | Mamma Mia!                          | Benny Andersson e Björn Ulvaeus   |
| 2009 | WALL-E                              | Thomas Newman                     |
| 2010 | Up                                  | Michael Giacchino                 |
| 2010 | Avatar                              | James Horner                      |
| 2010 | Crazy Heart                         | T-Bone Burnett e Stephen Bruton   |
| 2010 | Fantastic Mr. Fox                   | Alexandre Desplat                 |
| 2010 | Sex & Drugs & Rock & Roll           | Chaz Jankel                       |

### Década de 2010
Best Original Music
| Ano  | Filme                                           | Vencedor(es)                             |
| ---- | ----------------------------------------------- | ---------------------------------------- |
| 2011 | The King's Speech                               | Alexandre Desplat                        |
| 2011 | Inception                                       | Hans Zimmer                              |
| 2011 | 127 Hours                                       | A. R. Rahman                             |
| 2011 | Alice in Wonderland                             | Danny Elfman                             |
| 2011 | How to Train Your Dragon                        | John Powell                              |
| 2012 | The Artist                                      | Ludovic Bource                           |
| 2012 | The Girl with the Dragon Tattoo                 | Trent Reznor e Atticus Ross              |
| 2012 | Tinker Tailor Soldier Spy                       | Alberto Iglesias                         |
| 2012 | War Horse                                       | John Williams                            |
| 2012 | Hugo                                            | Howard Shore                             |
| 2013 | Skyfall                                         | Thomas Newman                            |
| 2013 | Anna Karerina                                   | Dario Marianelli                         |
| 2013 | Argo                                            | Alexandre Desplat                        |
| 2013 | Life of Pi                                      | Mychael Danna                            |
| 2013 | Lincoln                                         | John Williams                            |
| 2014 | Gravity                                         | Steven Price                             |
| 2014 | 12 Years a Slave                                | Hans Zimmer                              |
| 2014 | The Book Thief                                  | John Williams                            |
| 2014 | Captain Phillips                                | Henry Jackman                            |
| 2014 | Saving Mr. Banks                                | Thomas Newman                            |
| 2015 | The Grand Budapest Hotel                        | Alexandre Desplat                        |
| 2015 | Birdman or (The Unexpected Virtue of Ignorance) | Antonio Sánchez                          |
| 2015 | Interstellar                                    | Hans Zimmer                              |
| 2015 | The Theory of Everything                        | Jóhann Jóhannsson                        |
| 2015 | Under the Skin                                  | Mica Levi                                |
| 2016 | The Hateful Eight                               | Ennio Morricone                          |
| 2016 | Bridge of Spies                                 | Thomas Newman                            |
| 2016 | The Revenant                                    | Ryuichi Sakamoto e Alva Noto             |
| 2016 | Sicario                                         | Jóhann Jóhannsson                        |
| 2016 | Star Wars: Episode VII — The Force Awakens      | John Williams                            |
| 2017 | La La Land                                      | Justin Hurwitz                           |
| 2017 | Arrival                                         | Jóhann Jóhannsson                        |
| 2017 | Jackie                                          | Mica Levi                                |
| 2017 | Lion                                            | Hauschka e Dustin O'Halloran             |
| 2017 | Nocturnal Animals                               | Abel Korzeniowski                        |
| 2018 | The Shape of Water                              | Alexandre Desplat                        |
| 2018 | Blade Runner 2049                               | Benjamin Wallfisch e Hans Zimmer         |
| 2018 | Darkest Hour                                    | Dario Marianelli                         |
| 2018 | Dunkirk                                         | Hans Zimmer                              |
| 2018 | Phantom Thread                                  | Jonny Greenwood                          |
| 2019 | A Star Is Born                                  | Bradley Cooper, Lady Gaga e Lukas Nelson |
| 2019 | BlacKkKlansman                                  | Terence Blanchard                        |
| 2019 | If Beale Street Could Talk                      | Nicholas Britell                         |
| 2019 | Isle of Dogs                                    | Alexandre Desplat                        |
| 2019 | Mary Poppins Returns                            | Marc Shaiman                             |
| 2020 | Joker                                           | Hildur Guðnadóttir                       |
| 2020 | 1917                                            | Thomas Newman                            |
| 2020 | Jojo Rabbit                                     | Michael Giacchino                        |
| 2020 | Little Women                                    | Alexandre Desplat                        |
| 2020 | Star Wars: The Rise of Skywalker                | John Williams                            |

### Década de 2020
| Ano  | Filme                                                   | Vencedor(es)                             |
| ---- | ------------------------------------------------------- | ---------------------------------------- |
| 2021 | Soul                                                    | Jon Batiste, Trent Reznor e Atticus Ross |
| 2021 | Mank                                                    | Trent Reznor e Atticus Ross              |
| 2021 | Minari                                                  | Emile Mosseri                            |
| 2021 | News of the World                                       | James Newton Howard                      |
| 2021 | Promising Young Woman                                   | Anthony Willis                           |
| 2022 | Dune                                                    | Hans Zimmer                              |
| 2022 | Being the Ricardos                                      | Daniel Pemberton                         |
| 2022 | Don't Look Up                                           | Nicholas Britell                         |
| 2022 | The French Dispatch                                     | Alexandre Desplat                        |
| 2022 | The Power of the Dog                                    | Jonny Greenwood                          |
| 2023 | Im Westen nichts Neues (All Quiet on the Western Front) | Volker Bertelmann                        |
| 2023 | Babylon                                                 | Justin Hurwitz                           |
| 2023 | The Banshees of Inisherin                               | Carter Burwell                           |
| 2023 | Everything Everywhere All at Once                       | Son Lux                                  |
| 2023 | Guillermo del Toro's Pinocchio                          | Alexandre Desplat                        |
| 2024 | Oppenheimer                                             | Ludwig Göransson                         |
| 2024 | Saltburn                                                | Anthony Willis                           |
| 2024 | Poor Things                                             | Jerskin Fendrix                          |
| 2024 | Killers of the Flower Moon                              | Robbie Robertson                         |
| 2024 | Spider-Man: Across the Spider-Verse                     | Daniel Pemberton                         |
| 2025 | The Brutalist                                           | Daniel Blumberg                          |
| 2025 | Conclave                                                | Volker Bertelmann                        |
| 2025 | Nosferatu                                               | Robin Carolan                            |
| 2025 | Emilia Pérez                                            | Clément Ducol e Camille                  |
| 2025 | The Wild Robot                                          | Kris Bowers                              |